# Cerro Gaviota
Der Cerro Gaviota (spanisch für Möwenhügel) ist ein rund 25 m hoher Hügel auf der Livingston-Insel im Archipel der Südlichen Shetlandinseln. Auf der Westseite von Kap Shirreff, dem nördlichen Ende der Johannes-Paul-II.-Halbinsel, ragt er 110 m nördlich des Punta El Hallazgo auf.
Wissenschaftler der 45. Chilenischen Antarktisexpedition (1990–1991) benannten ihn nach der hier ansässigen Möwenkolonie.